# Binnabánnaš
Binnabánnaš är en samiskspråkig dockanimerad TV-serie för barn från 2016. Serien bygger på det norskspråkiga barnprogrammet Fantorangen.
Första säsongen visades 2016 och producerades av Norsk rikskringkasting. Serien är ursprungligen på nordsamiska men har även visats på SVT och då dubbats till lule- och sydsamiska och på Yle där den dubbats till enare- och skoltsamiska.